# Drogo van Vexin
Drogo van Vexin (overleden te Nicea in 1035) was graaf van Vexin, Amiens en Mantes. 

## Levensloop
Drogo was een zoon van graaf Wouter II van Vexin. Na de dood van zijn vader rond 1017 werd hij graaf van Vexin, Amiens en Mantes.
Hij onderhield een nauwe vriendschap met hertog Robert I van Normandië, wiens gebieden aan die van Drogo grensden. Hij huwde nog voor 1025 met de Angelsaksische prinses Godgifu, dochter van koning Ethelred II van Engeland en nicht van Robert I. De Angelsaksische koninklijke familie bevond zich sinds 1013 in ballingschap in Normandië, nadat de Denen onder leiding van Sven Gaffelbaard op het Britse eiland waren geland. Uit het huwelijk werden zeker drie zonen geboren:
- Rudolf (1025/1030-1057), graaf van Hereford
- Wouter III (1031-1063), graaf van Vexin, Amiens en Mantes
- Fulco (overleden na 1077), bisschop van Amiens

In 1035 ging Drogo samen met Robert I van Normandië op pelgrimstocht naar Palestina. Beiden stierven op weg naar Nicea. Zoals Ordericus Vitalis berichtte, liet de Engelse koning Willem de Veroveraar in 1087 op basis van zijn verwantschap aan Drogo zijn aanspraken op Vexin gelden, dat toen al deel uitmaakte van de Franse kroondomeinen. De strijd om Vexin was in de 12e eeuw een van de belangrijkste conflictpunten tussen de Normandische hertogen en de koningen van Frankrijk. Drogo zelf werd in zijn domeinen opgevolgd door zijn zoon Wouter III.